# Pygostenini

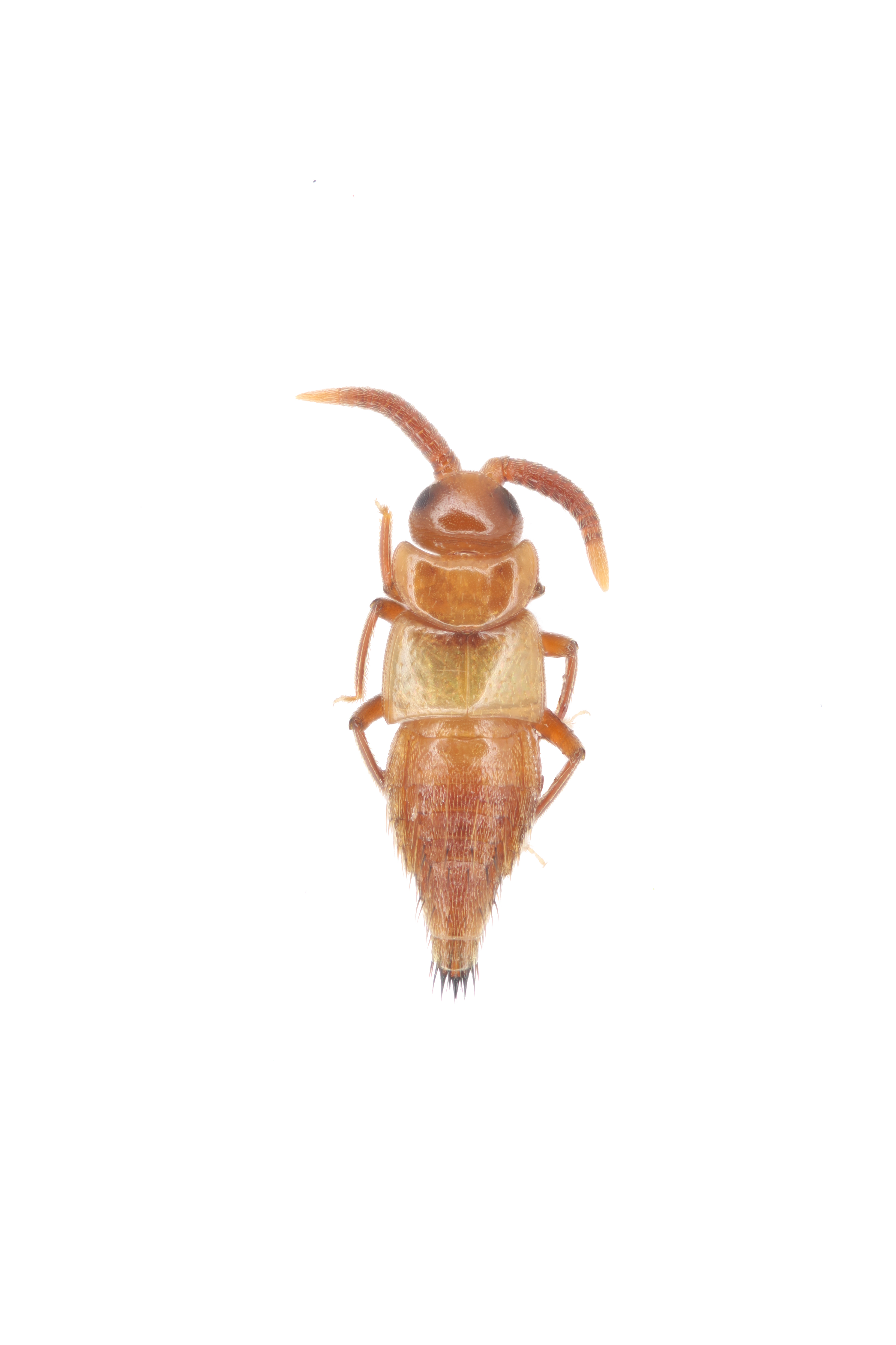
Micropolemon sp.

Pygostenini (лат.) — триба коротконадкрылых жуков из подсемейства Aleocharinae.
Включает около 30 родов и более 260 видов. Встречаются в Старом Свете: Африка, Индо-Малайская область и Западная Палеарктика. Мирмекофилы и термитофилы.

## Описание
Представителей Pygostenini можно узнать по следующим признакам: усики с педицелем, прикрытым выступами боковых краев сегментов перед и за педицелем; усиковые ямки углублены в голове между глазами (степень их углубления варьирует от рода к роду, но они всегда углублены, по крайней мере, до степени, показанной Typhloponemys Rey, 1886); формула лапок изменчива, 4-5-5, 4-4-4 (может казаться 3-3-3, если длинный четвертый сегмент отломан); Постклипеус сильно редуцирован и тонко склеротизирован, вставлен между большими усиковыми ямками; срединные доли гениталий самца разделены на переднюю и заднюю части, которые сочленяются друг с другом; девятый сегмент брюшка сильно изменен со срединной дорсальной долей и двумя латеральными пластинами, которые в свою очередь могут быть разделены на две срединные дорсолатеральные и две вентролатеральные доли.
Мирмекофилы и термитофилы. 

## Распространение
Встречаются в Старом Свете: Африка, Индо-Малайская область и Западная Палеарктика.

## Систематика
Включает около 30 родов и более 260 видов. Pygostenini это сестринская клада для «истинных Lomechusini». Клада «Pygostenini» (в широком объёме) в последней филогении также включала трибы Dorylomimini, Dorylogastrini, Sahlbergiini и Mimanommatini. В работе Орлова и др. (2020) Pygostenini образуют кладу с Phyllodinardini и Termitodiscini, в целом являясь сестрой «истинных Lomechusini». Большинство представителей трибы имеют характерный лимулоидный габитус (например, Anommatoxenus Wasmann, 1904, Doryloxenus Wasmann, 1898, Mimocete Fauvel, 1899). Некоторые роды имеют типичную форму стафилинид и напоминают некоторых ломехуз (например, Anommatophilus Wasmann, 1904, Neopygostenus Kistner, 1958, Sympolemon Wasmann, 1900).
Триба включена в крупнейшую кладу алеохариновых триб APL (Athetini — Pygostenini — Lomechusini clade), в которой 22 трибы и 8990 видов.
- Adoketoxenus Pace, 2004
- Aenictoxenides Maruyama, 2014
- Aenictoxenus Seevers, 1953
- Anommatophilus Wasmann, 1904
- Anommatoxenus Wasmann, 1904
- Asthenepoda Pace, 2009
- Delibius Fauvel, 1899
- Deliodes Casey, 1910
- Dorylotyphlus Bernhauer, 1919
- Doryloxenus Wasmann, 1898
- Eupygostenus Wasmann, 1916
- Krotapholemon Pace, 2009
- Lydorus Normand, 1947
- Mandera Fauvel, 1899
- Mesomegaskela Pace, 1998
- Micropolemon Wasmann, 1916
- Mimocete Fauvel, 1899
- Neopygostenus Kistner, 1958
- Odontoxenus Kistner, 1958
- Pegestenus Kistner, 1963
- Pogostenus Kistner, 1963
- Prodeliodes Jacobson & Kistner, 1974
- Pseudolydorus Kistner, 2003
- Pygoplanus Kistner, 2003
- Pygostenus Kraatz, 1858
- Sympolemon Wasmann, 1900
- Typhlopolemon Patrizi, 1947
- Typhloponemys Rey, 1886
- Xenidus Rey, 1886